# Neurona receptora olfativa
Una neurona receptora olfativa o neurona sensorial olfativa (ORN, por sus siglas en inglés: Olfactory Receptor Neuron o OSN), es una neurona sensorial que forma parte del epitelio olfativo de la mucosa nasal del sistema olfativo.

## Estructura
Los seres humanos tienen entre 10 y 20 millones de neuronas receptoras del olfato (ORN). En los vertebrados, las ORN son neuronas bipolares con dendritas en la superficie extracraneal de la placa cribiforme, con axones que pasan a través de los forámenes cribiformes con su extremo terminal en los bulbos olfatorios intracraneales.

Las neuronas ORN se encuentran en el epitelio olfativo de la cavidad nasal. Los cuerpos celulares de las ORN están distribuidos entre las tres capas estratificadas del epitelio olfativo.

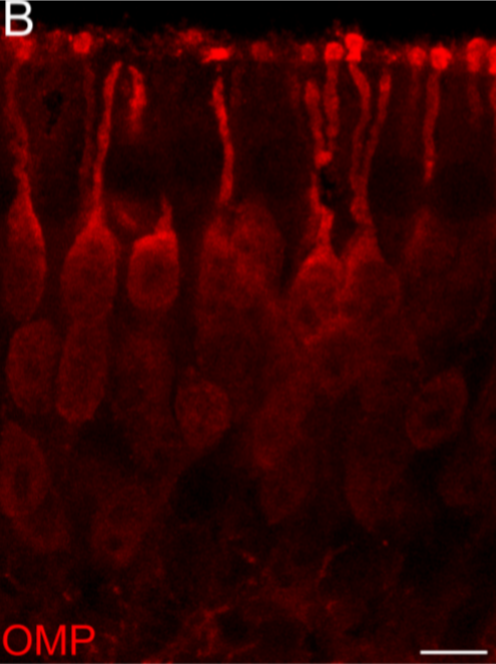
Neuronas receptoras olfativas en rojo, dentro del epitelio olfativo. Arriba las dendritic knob, en el lumen de la fosa nasal.

De la dendrita de la célula receptora olfativa sobresalen muchos cilios diminutos en forma de pelo que se introducen en la mucosa que cubre la superficie del epitelio olfativo. La superficie de estos cilios está cubierta de receptores olfativos, un tipo de receptor acoplado a proteínas G. Cada célula receptora olfativa expresa un solo tipo de receptor olfativo (OR en inglés), pero muchas células receptoras olfativas separadas expresan OR que se unen al mismo conjunto de olores.

Los axones de las células receptoras olfativas que expresan el mismo OR convergen para formar el glomérulo olfatorio en el bulbo olfativo.

## Función

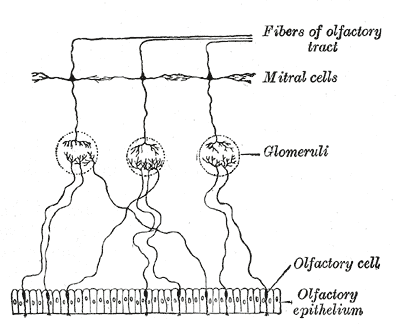
Esquema de las neuronas olfativas.

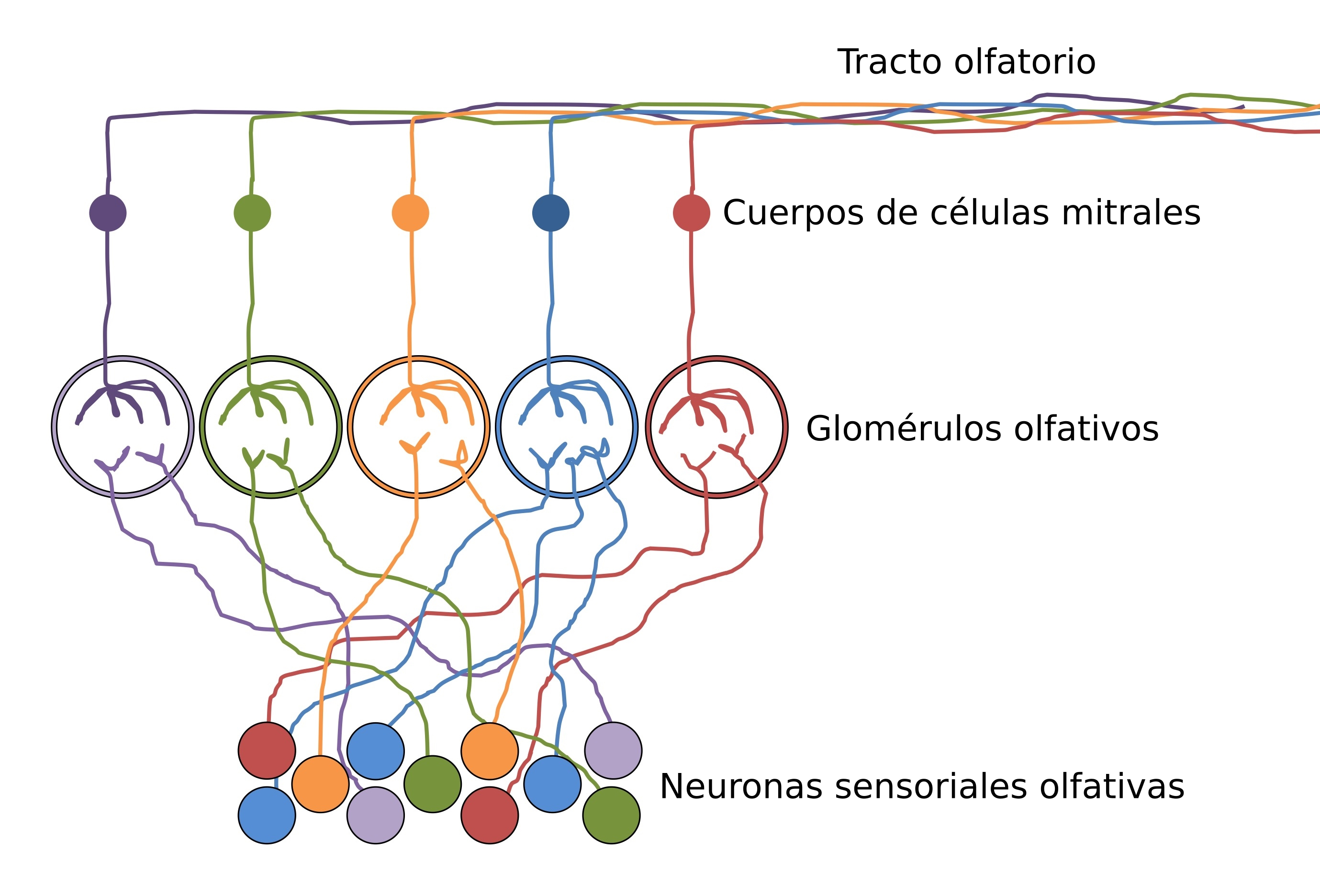
Las neuronas sensoriales olfativas (OSN) expresan receptores de odorantes. Los axones de las OSN que expresan los mismos receptores de olores convergen en el mismo glomérulo del bulbo olfativo, lo que permite organizar la información olfativa.

Los receptores OR, que se encuentran en las membranas de los cilios, han sido clasificados como un tipo complejo de canales metabotrópicos activados por ligandos. Hay aproximadamente 1.000 genes diferentes que codifican los OR, lo que los convierte en la mayor familia de genes. Un odorante se disuelve en la mucosa del epitelio olfativo y luego se une a un OR. Los OR pueden unirse a varias moléculas de olor, con afinidades variables. La diferencia de afinidades provoca diferencias en los patrones de activación que dan lugar a perfiles odorantes únicos. El OR activado, a su vez, activa la proteína G intracelular, GOLF (GNAL), la adenilato ciclasa y la producción de AMP cíclico (cAMP) abre los canales de iones en la membrana celular, lo que resulta en una afluencia de iones de sodio y calcio en la célula, y una salida de iones de cloruro. Esta entrada de iones positivos y salida de iones negativos hace que la neurona se despolarice, generando un potencial de acción.

### Desensibilización

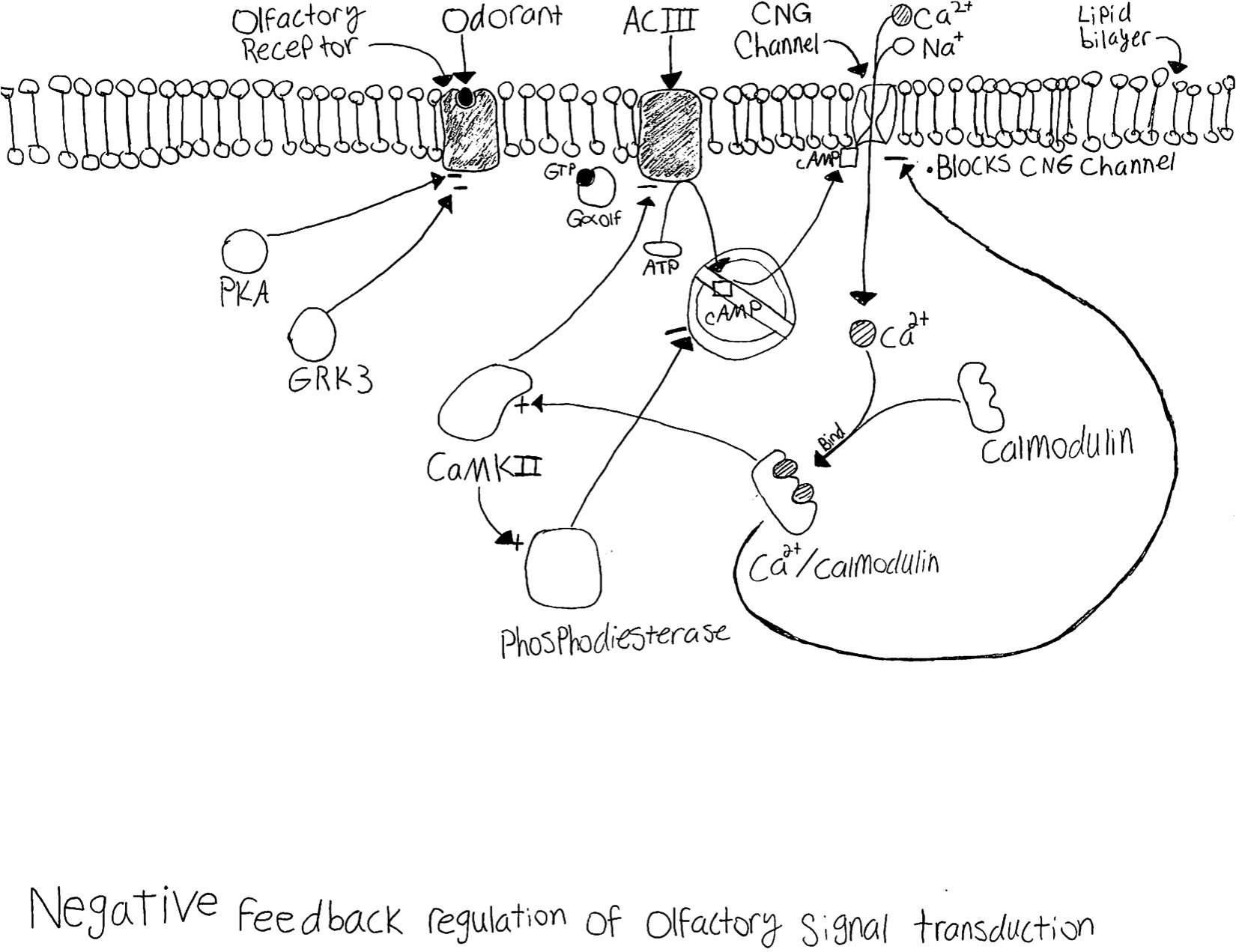
Desensibilización de la neurona olfativa

La neurona del receptor olfativo tiene una respuesta de retroalimentación negativa de funcionamiento rápido tras la despolarización. Cuando la neurona se despolariza, el canal iónico CNG se abre permitiendo que el sodio y el calcio entren en la célula. La entrada de calcio inicia una cascada de acontecimientos dentro de la célula. El calcio se une primero a la calmodulina para formar CaM. La CaM se unirá entonces al canal CNG y lo cerrará, deteniendo la entrada de sodio y calcio. La CaMKII se activará por la presencia del CaM, que fosforilará el ACIII y reducirá la producción de AMPc La CaMKII también activará la fosfodiesterasa, que entonces hidrolizará el AMPc. El efecto de esta respuesta de retroalimentación negativa inhibe a la neurona de una mayor activación cuando se introduce otra molécula de olor.

### Número de olores distinguibles
Un estudio ampliamente difundido sugiere que los humanos podrían detectar hata un billón de olores diferentes. Este hallazgo ha sido cuestionado. Los críticos argumentaron que la metodología utilizada para la estimación era fundamentalmente defectuosa, demostrando que aplicar el mismo argumento para modalidades sensoriales mejor comprendidas, como la visión o la audición, conduce a conclusiones erróneas. Otros investigadores también han demostrado que el resultado es extremadamente sensible a los detalles precisos del cálculo, con pequeñas variaciones que cambian el resultado en docenas de órdenes de magnitud, llegando posiblemente a unos pocos miles. Los autores del estudio original han argumentado que su estimación es válida siempre que se suponga que el espacio de los olores es lo suficientemente alto.

## Recambio celular de neuronas olfativas
Las neuronas receptoras olfativas presentan un reemplazo constante, poseen un rango de vida de entre 30-120 días.

Como consecuencia de su localización en la cavidad nasal, las células del epitelio olfatorio pueden dañarse fácilmente por exposición a toxinas, agentes infecciosos o traumatismos.

El sistema olfatorio periférico puede recuperarse después de una lesión. El epitelio olfatorio se reconstituye, el nervio olfatorio se regenera y el bulbo olfatorio se reinerva.

Se ha demostrado que las células madre están ubicadas dentro de la capa basal de la mucosa olfatoria (MO) y que pueden generar neuronas y todos los tipos celulares presentes en el epitelio olfatorio (OE).